# PGC 43851
PGC 43851 = UGC A307 ist eine irreguläre Zwerggalaxie vom Hubble-Typ IB(s)m im Sternbild Rabe am Südsternhimmel. Es ist schätzungsweise 32 Millionen Lichtjahre von der Milchstraße entfernt. Vom Sonnensystem aus entfernt sich das Objekt mit einer errechneten Radialgeschwindigkeit von näherungsweise 800 Kilometern pro Sekunde.